# Yorktown (Virginia)
Yorktown ist eine Kleinstadt im York County, Virginia, in den Vereinigten Staaten von Amerika. Die Stadt beheimatet laut US Census Bureau 221 Einwohner (Stand: 2020).

## Geschichte
Benannt wurde die Stadt, die 1691 gegründet wurde, nach der Stadt York in Nord-England. Yorktown wurde durch die Schlacht von Yorktown 1781 berühmt, eine der entscheidenden Schlachten im Amerikanischen Unabhängigkeitskrieg. Die Stadt war der Stützpunkt des britischen Generals Charles Cornwallis während der Schlacht von Yorktown.
An gleicher Stelle fand während des Bürgerkriegs (1861–1865) ebenfalls eine bedeutende Schlacht statt. Zwischen April und Mai 1862 war die Stadt durch Unionssoldaten belagert worden.
Heute beheimatet Yorktown zwei militärische Einrichtungen der Streitkräfte der Vereinigten Staaten:
- Naval Station Yorktown der United States Navy
- Coast Guard Station Yorktown, eine Trainingsschule der US-Küstenwache

Gemeinsam mit Jamestown und Williamsburg bildet Yorktown das Historic Triangle. In Yorktown befindet sich ein Colonial National Historical Park, in dem sich das Yorktown National Battlefield und der Yorktown National Cemetery befinden. Ein von Richard Morris Hunt entworfenes Monument erinnert an den Sieg von 1781. Das ebenfalls hier befindliche American Revolution Museum at Yorktown zeigt die Ereignisse des Amerikanischen Unabhängigkeitskrieges mit den Mittel eines Living History Museums.
Ein weiteres Museum in Yorktown ist das Watermen's Museum, das die Geschichte der Fischerei der Chesapeake Bay zeigt.

## Städtepartnerschaften
- Zweibrücken (Deutschland, Rheinland-Pfalz), seit 1978
- Port-Vendres (Frankreich), seit 1990